# 伊礼亮
伊礼 亮（いれい りょう、1995年6月30日 - ）は、東京都八王子市出身の日本の歌手。高校時代にバンドやニコニコ動画などで音楽活動を開始。2016年10月にアルバム「アイトヒト」でメジャーデビュー。また、ピアニストのmiroとの2人組ユニット「ソラノオト」としても活動している。
現在は、月一ワンマンライブ「Cafe/Bar伊礼」を開催するほか、多くのライブに出演している。また、ツイキャスなどのWeb生配信も行っている。
愛称は「いれりょ」。

## 経歴
- 2013年7月12日よりニコニコ動画に歌ってみたの動画投稿を開始する。
- 2015年1月21日にrairu名義で、EXIT TUNESよりボカロカバーおよび朗読アルバム「ballad(バラッド)」をリリース。
- 2015年4月11日にピアニストのmiroとユニット「ソラノオト」を結成。
- 2015年12月31日に初のオリジナルミニアルバム「Traverse」を自主制作。
- 2016年6月30日に活動名を「らいる/rairu」から本名である「伊礼 亮」に変更。
- 2016年10月20日に公式ブログ[2]を開始。
- 2016年10月26日に全曲オリジナルのフルアルバム『アイトヒト』をビクターエンタテインメントよりリリースしメジャーデビュー。全曲ROUND TABLEの北川勝利がプロデュース。
- 2016年12月から『伊礼 亮 1st Live Tour 2016-2017 ～アイトヒト～』を実施。ツアーファイナルはZepp Tokyo[3]
- 2017年6月18日から花王キュレルのWeb CM「肌からのメッセージ」でボーカルを担当。作詞作曲はD.W.ニコルズのわたなべだいすけ。
- 2018年3月20日に初の書籍「余白のある日々[4]」を発売。
- 2018年4月8日からRainbowtownFM[5]にてレギュラーラジオ番組『宙音ラジオ』のパーソナリティも務めている。
- 2018年11月18日から伊礼亮オフィシャルサイト[6]およびファンクラブを開始。
- 2019年3月13日からvo.伊礼亮、gt.和賀裕希、ba.アベノブユキ、dr.高垣良介の4人によるバンド「SHIRO」を始動。

## エピソード
- ニコニコ動画での活動名だった「らいる」の名前の由来は、昔飼っていた犬の名前からと言っていたが、実は犬を育てるゲーム内で付けていた犬の名前。
- 名前は、高校1年生の時は「ライル」、高校2年生から「らいる」、balladリリース時から「rairu」と表記のみ変遷し、2016年からは本名となっている。
- 菅野よう子と坂本真綾に影響を受け、歌だけでなくナレーションや作詞、朗読にも興味を持っている。

## ディスコグラフィー

### 参加作品
| 発売日         | タイトル                 | 収録曲                                                                             | 備考 |
| -------------- | ------------------------ | ---------------------------------------------------------------------------------- | ---- |
| 2018年12月30日 | 有形ランペイジ『有ル形』 | ウィークエンダーの憂鬱 feat.伊礼亮                                                 |      |
| 2023年3月17日  | コニー『Wake up』        | フラット feat.nero メガテラ・ゼロ 伊礼亮 Wonderful Life feat.メガテラ・ゼロ 伊礼亮 |      |

## 著書
- 余白のある日々ワニブックス 2018年3月20日 ISBN 978-4-8470-9665-5 [4]

## ラジオ
毎週日曜22:30-23:00 RainbowtownFM(FM 88.5MHz)にて「伊礼亮の宙音ラジオ」OA.